# Bình Quý
Bình Quý is een xã in het district Thăng Bình, een van de districten in de Vietnamese provincie Quảng Nam. Bình Quý heeft ruim 13.200 inwoners op een oppervlakte van 27 km².

## Geografie en topografie
Bình Quý ligt in het westen van de huyện Thăng Bình tegen de grens met Quế Sơn. De grens wordt hier bepaald door de Ly Ly. De aangrenzende xã's in Quế Sơn zijn Phú Thọ en Quế Cường. De aangrenzende xã's Thăng Bình zijn Bình Nguyên, Bình Tú, Bình Chánh, Bình Phú, Bình Định Nam en Bình Định Bắc. Verder grenst Bình Quý aan thị trấn Hà Lam.

## Verkeer en vervoer
Een verkeersader is de quốc lộ 14E. Deze ruim 70 kilometer lange quốc lộ van Phước Xuân naar Hà Lam  sluit in Hà Lam op de quốc lộ 1A. De weg is een afgeleide van de quốc lộ 14.
De Spoorlijn Hanoi - Ho Chi Minhstad gaat door Bình Quý. Station Phú Cang is een spoorwegstation in deze spoorlijn en staat in Bình Quý.